# Lac Gaoyou
Le Lac Gaoyou (en chinois 高邮湖) est le sixième plus grand lac d'eau douce de Chine. Il est situé entre la province d'Anhui et la province du Jiangsu. Dans un certain sens, le lac Gaoyou est un lac artificiel, et sa création fait partie d'une longue histoire de contrôle des inondations et d'ingénierie hydraulique dans la Chine ancienne. Le lac Gaoyou fait désormais partie du système fluvial de la rivière Huai, la rivière Huai coulant vers le sud à travers le lac Gaoyou en direction du fleuve Yangtze et du Pacifique. Il s'étend sur environ 39 kilomètres de long et 30 kilomètres de large, couvrant 674,7 kilomètres carrés.